# Madeleine II
Die Madeleine II ist eine RoPax-Fähre der Reederei CTMA Traversier in Kanada. Ursprünglich war der Fährschiffsneubau von der Viking Line unter dem Projektnamen Viking ADCC (ADCC steht für All Seasons Day Cruising and Commuting) in Auftrag gegeben worden.

## Geschichte
Das Schiff wurde am 29. Januar 2007 von der Viking Line bei IZAR Construcciones Navales bestellt. Es sollte die Rosella auf der Route zwischen Mariehamn und Kapellskär ersetzen.
Am 6. Mai 2008 wurde das Schiff auf Kiel gelegt. Aufgrund von Verzögerungen beim Bau trat Viking Line am 8. Februar 2010 vom Vertrag zurück.
Das Schiff lief am 25. Mai 2013 vom Stapel. Im Juni 2013 wurde das Schiff zur Teis-Werft in Vigo geschleppt.
Im Sommer 2017 wurde der Rohbau von Trasmediterránea gekauft. Das Schiff sollte bis 2018 unter den Namen Villa de Teror fertiggestellt werden und wurde schließlich am 19. Juni 2019 an die Reederei Naviera Transcantabrica aus Madrid abgeliefert.
Seit 2021 wird das mittlerweile in Madeleine II umbenannte Schiff von CTMA Traversier in Kanada eingesetzt.

## Technische Daten und Ausstattung
Das Schiff wird von zwei Wärtsilä-Dieselmotoren des Typs 8L46F mit zusammen 20.000 kW Leistung angetrieben. Die Reisegeschwindigkeit wird mit 22 kn angegeben. Für die Abgasreinigung sind Katalysatoren vorgesehen.
Der Rumpf des Schiffes ist eisverstärkt (Eisklasse 1A).